# Федосеев, Вячеслав Николаевич
Вячесла́в Никола́евич Федосе́ев  (7 мая 1945, Клинский район, Московская область, СССР — 8 октября 2009) — директор НИИ АПП МГТУ им. Н. Э. Баумана.

## Биография
Родился 7 мая 1945 года в Московской области.
В 1969 году окончил ММВТУ им. Н. Э. Баумана, с которым связал всю свою научную, административную и педагогическую деятельность. Здесь он защитил в 1975 году кандидатскую диссертацию. Работал Старшим научным сотрудником НИЧ МВТУ; был заместителем директора по научной работе (1988—1994), директором НИИ АПП МГТУ им. Н.Э. Баумана.
В декабре 1997 года ему была присуждена учёная степень доктора технических наук; 20 октября 1999 года присвоено учёное звание профессора по кафедре менеджмента в МГТУ им. Н. Э. Баумана. Читал курсы: основы менеджмента, основы маркетинга, управление персоналом.
Умер 8 октября 2009 года. Похоронен на Николо-Архангельском кладбище.

## Научные труды
В. Н. Федосеев — автор и соавтор свыше 120 научных трудов и печатных работ, 23 изобретений, в том числе 10 справочников, монографий и учебных пособий:
- Управление персоналом / В. Н. Федосеев, В. Г. Ларионов, С. Н. Капустин. — М.: МГУПБ, 2002. — 214 с. — ISBN 5-89168-056-4.
- Менеджмент в техносфере / А. И. Орлов, В. Н. Федосеев. — М.: Академия, 2003 (ГУП Сарат. полигр. комб.). — 383 с. — ISBN 5-7695-1122-2.

Управление маркетингом / В. Н. Федосеев, С. Н. Капустин, С. Н. Федорцов. — М.: Изд-во УРАО, 2004. — 176 с.
- Управление персоналом организации / В. Н. Федосеев, С. Н. Капустин. — М.: Экзамен, 2004. — 366 с. — ISBN 5-94692-836-8.
- Управление персоналом. — М.: МарТ; Ростов-на-Дону, 2006. — 523 с. — ISBN 5-241-00613-3

## Семья
Жена (со 2 октября 1965 года) — Галина Ивановна Федосеева.
Дочь — Елена (род. 27.06.1970).